# Il buon paese
Il buon paese è stato un programma televisivo italiano andato in onda in prima serata per due edizioni tra il 1985 e il 1986, prima su Canale 5 e poi su Rete 4, con la conduzione di Claudio Lippi.

## Il programma
Il programma, dal format molto simile a quello dello storico programma Rai Campanile sera, era un game show di prima serata che vedeva sfidarsi tra loro due paesi d'Italia, rappresentati in studio da due famiglie di provenienza locale che dovevano cimentarsi in prove sportive o legate ai lavori artigianali. Il gioco finale consisteva nella risoluzione di un cruciverba, e la squadra vincitrice si aggiudicava 30 milioni di lire (aumentati a 35 nella seconda edizione) e la possibilità di partecipare alla successiva puntata in qualità di campioni in carica. In particolar modo, nella prima edizione, le quattro squadre che al termine delle undici puntate avevano totalizzato il maggior punteggio avevano accesso alla finale che decretava il vincitore dell'edizione, il quale si aggiudicava altri 100 milioni di lire.
Ad arricchire ciascuna puntata venivano proposte delle rubriche, che raccontavano le storie più curiose degli abitanti delle zone interessate, un surreale angolo di inserzioni e un segmento del programma dedicato alla solidarietà e intitolato "Il metano ti dà una mano", slogan dell'azienda che sponsorizzava la trasmissione, la Snam.
La trasmissione era inoltre l'occasione per mostrare al pubblico le bellezze locali dei piccoli centri in gara, raccontati dagli inviati esterni Violetta Stossich, Laura Tanziani e Antonio Miglietta. La sigla del programma era intitolata Iammamare, scritta da Depsa, Paolo Amerigo Cassella, Michael Hofmann e Dario Farina e cantata da I Trettré.

### Cast fisso
Oltre al conduttore Claudio Lippi (anche autore del programma con Franco Lippi) e agli inviati, facevano parte del cast anche alcuni elementi comici come Ric & Gian e il trio comico composto da Rodolfo Laganà, Paola Tiziana Cruciani e Pierfrancesco Poggi (solo nella prima edizione del 1985), mentre la parte musicale era curata da Mino Reitano. Ospite fisso della prima edizione fu inoltre il cantante Claudio Villa con la sua orchestra.
Erano inoltre presenti le vallette Ornella Pacelli, Maria Chiara Sasso e Antonella Consorti, mentre il giudice delle sfide era l'ex arbitro di calcio Alberto Michelotti. La regia era di Stefano Vicario.

### Collocazione in palinsesto
Il programma esordì come game show estivo di Canale 5 il 6 luglio 1985, andando in onda nella prima serata del sabato fino al 21 settembre per un totale di dodici puntate. In seguito al successo dell'edizione estiva, fu proposta un'edizione invernale in onda il venerdì in prima serata su Rete 4 a partire dal 15 novembre 1985 e terminata il 30 maggio 1986.
Sempre su Rete 4 il programma fu riproposto in replica nell'estate del 1986.